# Ahmad al-Assir
Le cheikh Ahmad al-Assir (الشيخ أحمد الأسير en arabe, on peut voir également l'orthographe Sheikh Ahmad Al-Aseer en anglais) est une personnalité politique et religieuse libanaise. Né le 5 mai 1968 à Saïda (également appelée Sidon), il appartient à la communauté musulmane sunnite à tendance salafiste.
Imam, depuis 1989, il prêche à la mosquée Bilal Bin Rabah, construite en 1997 à Abra dans la banlieue de Saïda, où il réside ; il serait crédité d'une large influence dans la communauté sunnite libanaise dont il aurait récupéré les déçus de la marche du 14 mars et du Courant du futur, profitant également du chômage, du mal-être de la communauté sunnite libanaise, d'une économie en berne et proposant la solution simple d'attaquer le Hezbollah, désigné responsable des problèmes économiques et sociaux libanais.
Il aurait d'abord recruté ses premiers partisans dans les milieux palestiniens, en particulier au camp de réfugiés Aïn el-Héloué, proche de Saïda.
Il est arrêté le 15 août 2015 sous une fausse identité. En septembre 2017, il est jugé au Liban et condamné à mort.

## Biographie

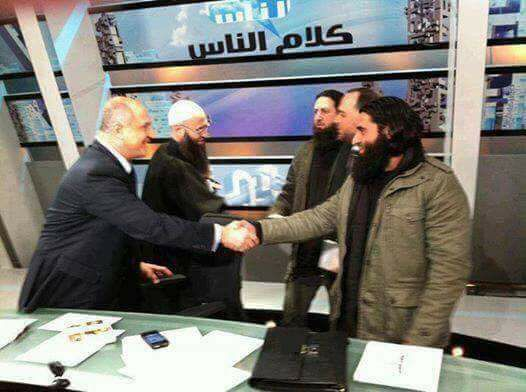
Marcel Ghanem reçoit Ahmed al-Assir dans son émission politique Kalam El-Nas.

### Radicalisation
Personnalité disposant d'une certaine influence dans le Sud du Liban, il parle d'une campagne d'oppression des sunnites depuis l'assassinat en 2005 du premier ministre libanais Rafiq Hariri, qui était -lui aussi- originaire de Saïda et de confession musulmane sunnite. Et se mobilise contre les chiites et le Hezbollah (qu'il surnomme "l'occupation iranienne au Liban" ou "le parti de Satan"), avec des actions comme : l'organisation d'un sit-in pour fermer la route reliant le Sud du Liban à Beyrouth et compliquer les déplacements des chiites et du Hezbollah.
Se présentant comme leader d'un mouvement pacifique, son action se radicalise à partir de 2011, multipliant les provocations, projetant de créer des milices armées sunnites, demandant aux chiites habitant près de sa mosquée de quitter leurs appartements, interdisant les affiches du Hezbollah dans certains quartiers de Saïda, enterrant ses partisans - tués lors d'affrontements armés - sans aucune autorisation officielle, profitant d'un climat communautaire explosif qui empêcherait l'état libanais de le rappeler à l'ordre.
À partir de 2012, plusieurs combats armés ont éclaté entre ses partisans et ses opposants, et lui-même est désormais accompagné de gardes du corps armés lors de ses apparitions publiques "en réaction à la proximité de groupes armés et à l'absence de réaction des forces de sécurité libanaises (…) nous répliquerons si nous sommes attaqués" a-t-il déclaré.
Il reconnaît être lié à des organisations comme Gamaa al-Islamiya, mais assure n'être financé que par ses militants et non par des groupes politiques ou religieux étrangers; néanmoins fin mars 2012 il se serait rendu au Qatar chercher des fonds pour la création d'un nouveau parti politique.
Début 2013, il crée le mouvement des Phalanges de la résistance libre, qui devrait envoyer des jihadistes en Syrie combattre avec les opposants au régime syrien au village de Qoussair dans la région de Homs où il a affirmé s'être rendu en personne observer la situation, malgré les critiques du porte-parole de l'Armée syrienne libre. En juin de cette même année, à la suite de plusieurs affrontements Ahmad al-Assir a posé un ultimatum au Hezbollah.

### La bataille de Saïda
Le 23 juin 2013, des partisans armés du cheikh se serait attaqué à un barrage tenu par l'armée libanaise à Abra.
Avec le soutien du Hezbollah selon Ahmad al-Assir et des témoins, l'armée libanaise riposte et attaque les milices armées du cheikh dans le secteur de sa mosquée. Après des combats à la mitrailleuse et à la roquette, l'affrontement se terminera le lendemain avec la fuite du cheikh, la mort de 18 soldats et 11 partisans armés d'Ahmad al-Assir.
Le 28 février 2014, la peine de mort est requise contre le cheikh - toujours en fuite à ce moment - et 56 de ses partisans, dont l'ancien chanteur Fadl Shaker,.

### Arrestation et procès
Il est arrêté le 15 août 2015, à l'aéroport de Beyrouth, alors qu'il tentait d'embarquer pour un vol à destination du Nigeria via l'Égypte, avec un faux passeport mais un visa valide. Il est déféré devant un tribunal militaire et risque la peine de mort. Il comparaît une première fois le 16 septembre 2015 pour 3 motifs :
- incitation à la discorde confessionnelle sunnite/chiite et formation d'un groupe armé,
- la bataille de Saïda en 2013 et les attaques contre des barrages de l'armée libanaise,
- sa fuite à la suite de cette bataille et son rôle dans la dernière bataille de Tripoli en 2014[24].

En septembre 2017, al-Assir est jugé avec 38 autres accusés et est condamné à mort. Sept autres accusés sont condamnés à mort (dont cinq par contumace), trente sont condamnés à perpétuité et Fadl Shaker est condamné à quinze ans de prison par contumace.
Il est également condamné à 20 ans de travaux forcés, à être déchu de ses droits civiques et à payer une amende de 51 millions de livres libanaises par le tribunal militaire, le 30 août 2021,. 
Depuis son arrestation et sa détention, ses partisans manifestent régulièrement à Saïda pour demander sa libération. 